# تیم استوری
تیم استوری (انگلیسی: Tim Story؛ زادهٔ ۱۳ مارس ۱۹۷۰) کارگردان اهل ایالات متحده آمریکا است که در لس آنجلس متولد شده است. وی از سال ۱۹۹۷ میلادی تاکنون مشغول فعالیت بوده است.
او بنیانگذار شرکت استوری است، یک شرکت تولیدی که با همسر آینده‌اش ویکی در سال ۱۹۹۶ تأسیس شد. او اولین کارگردان فیلم آفریقایی-آمریکایی است که بیش از یک میلیارد دلار در گیشه فروش داشته است.

## فیلم‌شناسی

#### آثار کارگردانی در سینما
- یکی از ما رفت (۱۹۹۷)
- جوخه تیراندازی (۱۹۹۹)
- آرایشگاه (۲۰۰۲)
- تاکسی (۲۰۰۴)
- چهار شگفت‌انگیز (۲۰۰۵)
- چهار شگفت‌انگیز: قیام موج‌سوار نقره‌ای (۲۰۰۷)
- فصل طوفان (۲۰۰۹)
- مثل یک مرد فکر کن (۲۰۱۲)
- سواری با هم (۲۰۱۴)
- شما هم مثل یک مرد فکر کنید (۲۰۱۴)
- سواری با هم ۲ (۲۰۱۶)
- شفت (۲۰۱۹)
- تام و جری (۲۰۲۱)
- سیاه شدن (۲۰۲۲)
- شتابان از میان برف‌ها (۲۰۲۳)
- پیکاپ (۲۰۲۵)